# Helianthus exilis
Helianthus exilis är en växt i solrossläktet som förekommer endemisk i Kalifornien i sydvästra USA. Den är nära släkt med den vanliga solrosen (Helianthus annuus).
Denna solros blir 30 till 100 cm hög och den har 3 till 15 cm långa blad som är 0,5 till 3 cm breda. Arten kan lätt förväxlas med Helianthus bolanderi. Deras förmåga att lagra fett i fröet är inte lika och det finns genetiska skillnader.
Arten växer i kulliga regioner och i bergstrakter mellan 100 och 1400 meter över havet. Helianthus exilis hittas på fuktig jord nära vattendrag. Den blommar mellan juni och november. Blomman pollineras av många olika bin.
För beståndet är inga hot kända. På grund av den begränsade utbredningen listas Helianthus exilis av IUCN som nära hotad (NT).